# Собор Діви Марії Африканської

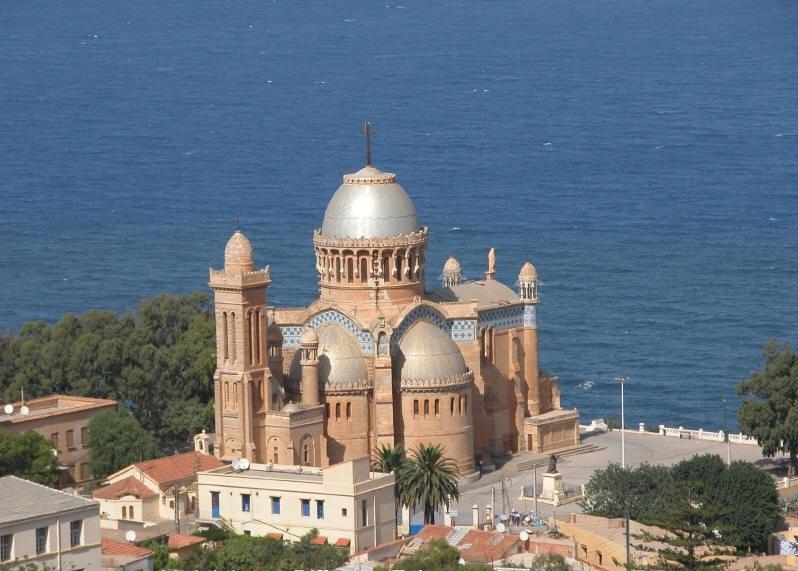
Собор Африканської Богоматері

Собор Діви Марії Африканської (фр. Notre Dame d'Afrique, араб. السيدة الإفريقية) — католицька базиліка, що розташована у столиці Алжиру — м. Алжир. Розташований у північній частині міста на 124-метровій скелі, що підноситься над морем.

## Історія
Луї-Антуан-Огюстен Паві, який був єпископом Алжиру з 1846 по 1866 рік, проклав шлях до її будівництва. 1872 року, після чотирнадцяти років будівництва, базиліку було урочисто відкрито. Її заснував Шарль Лавіґері. Архітектор Жан-Ежен Фромажо, який був призначений головним архітектором церковних споруд у Французькому Алжирі в 1859 році, використав неовізантійський стиль. План базиліки незвичний, оскільки хор розташований на південному сході, а не на звичному східному боці споруди.
Базиліка містить 46 вітражів, встановлених у 19 столітті. Вони були вибиті під час бомбардування району у квітні 1943 року і двічі реставрувалися після закінчення Другої світової війни.
У 1930 році орган, побудований у 1911 році, був подарований базиліці дружиною покійного Альберта Ведделла, заможного англійця, що мешкав в Алжирі на віллі Жорж і був другом французького композитора Каміля Сен-Санса, який урочисто відкрив орган у будинку Ведделла.
Базиліка була пошкоджена землетрусом 2003 року в Бумердесі. Проєкт реконструкції був ініційований архиєпископом Анрі Тейсьє у 2003 році, але роботи над проєктом розпочалися лише навесні 2007 року. Загальна вартість реставрації склала 5,1 мільйона євро. Реалізація проєкту тривала три роки.